# Iwan Błatcew
Iwan Anatoljewicz Błatcew (ros. Иван Анатольевич Блатцев; ur. 24 stycznia 1989) – rosyjski zapaśnik startujący w stylu klasycznym. Akademicki wicemistrz świata w 2010 i trzeci w 2012. Wicemistrz Rosji w 2010 i trzeci 2009 roku.